# Sauveterre, Hautes-Pyrénées

Sauveterre este o comună în departamentul Hautes-Pyrénées din sudul Franței. În 2009 avea o populație de 173 de locuitori.

## Evoluția populației
| An        | 1975 | 1982 | 1990 | 1999 | 2006 | 2009 |
| --------- | ---- | ---- | ---- | ---- | ---- | ---- |
| Populație | 185  | 187  | 161  | 151  | 165  | 173  |